# Christopher John Cron
Christopher John Cron (né le 5 janvier 1990 à Fullerton, Californie, États-Unis) est un joueur de premier but, en Ligue majeure de baseball.

## Carrière
Étudiant à l'école secondaire, C. J. Cron est d'abord repêché par les White Sox de Chicago au 44e tour de sélection en 2008 mais il ne signe pas de contrat avec le club et choisit plutôt de s'inscrire à l'université de l'Utah. Il est fait choix de première ronde par les Angels de Los Angeles en 2011. Joueur de premier but prometteur, Cron joue dans le match des étoiles du futur, un événement annuel, à l'été 2013, et récolte deux coups sûrs. Il fait des débuts dans le baseball majeur avec les Angels le 3 mai 2014 : il réussit son premier coup sûr au plus haut niveau dès son premier passage au bâton, face au lanceur Matt Harrison, et termine sa journée avec 3 coups sûrs dont un double et deux points produits, le dernier plaçant les Angels définitivement en avant dans une victoire de 5-3 sur les Rangers du Texas. Le 10 mai, il réussit son premier circuit dans les majeures aux dépens du lanceur J. A. Happ des Blue Jays de Toronto. À sa saison recrue, Cron réussit 11 circuits et produit 37 points en 79 matchs, et maintient sa moyenne au bâton à ,256 malgré un faible pourcentage de présence sur les buts de ,289.
Cron réussit le vol du marbre le 31 août 2015 face aux A's d'Oakland.

## Vie personnelle
C. J. Cron est le fils de Chris Cron, qui a joué 12 matchs dans le baseball majeur en 1991 et 1992, les 6 premiers avec les Angels de la Californie.